# Tour des Fjords

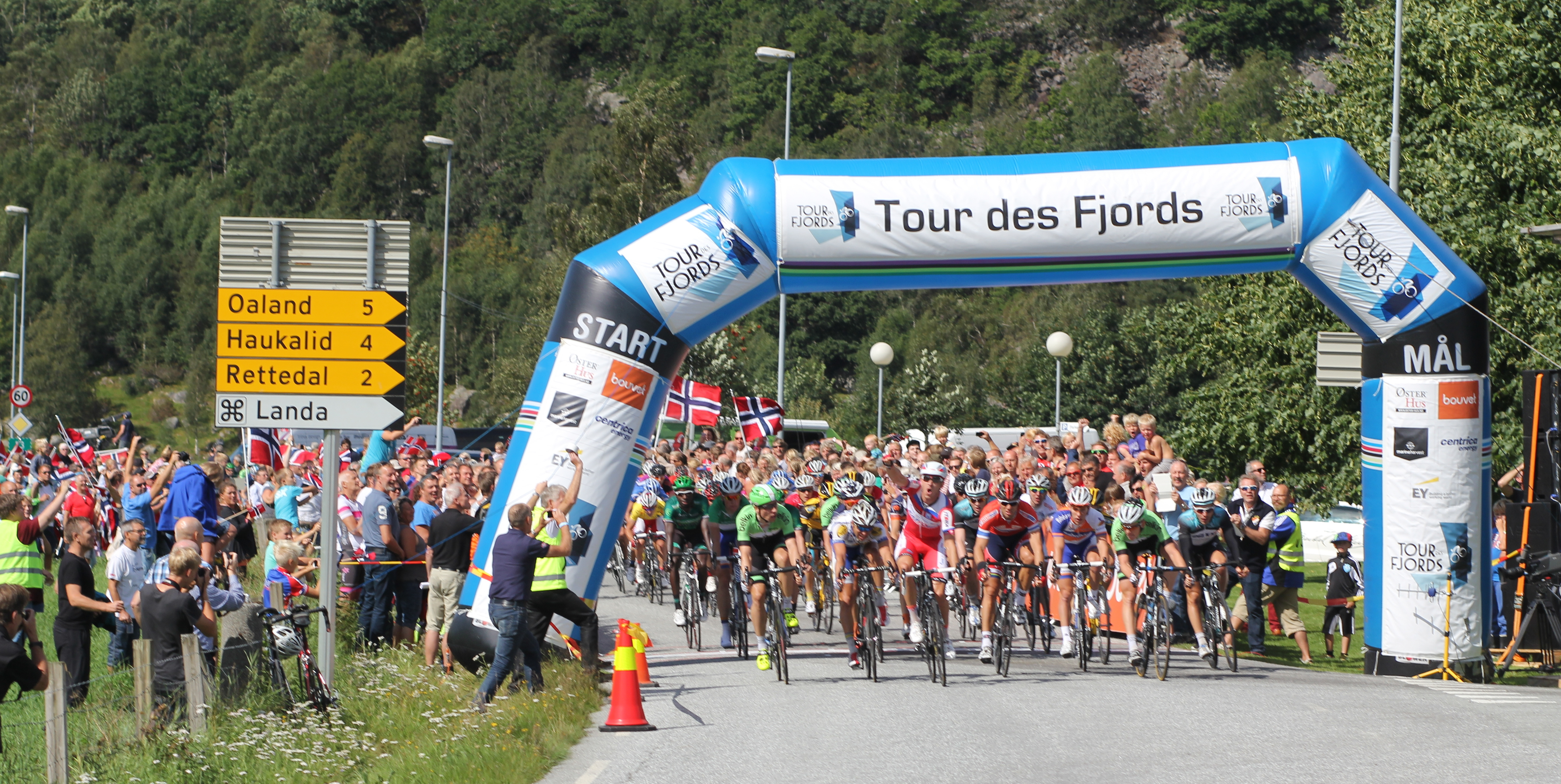
L'arrivo della seconda tappa dell'edizione 2013

Il Tour des Fjords è una corsa a tappe maschile di ciclismo su strada che si svolge annualmente nella Contea di Rogaland, in Norvegia. È inserita nel calendario dell'UCI Europe Tour come prova di classe 2.1.

## Storia
La gara è a tappe: organizzata dal Rogaland Cyklekrets, si è disputata per la prima volta nell'agosto del 2013. Sostituisce il Rogaland Grand Prix, corsa in linea che già faceva parte del circuito UCI Europe Tour.

## Albo d'oro
Aggiornato all'edizione 2018.
| Anno | Vincitore            | Secondo              | Terzo              |
| ---- | -------------------- | -------------------- | ------------------ |
| 2013 | Sergej Černeckij     | Lars Petter Nordhaug | Zico Waeytens      |
| 2014 | Alexander Kristoff   | Magnus Cort Nielsen  | Jérôme Baugnies    |
| 2015 | Marco Haller         | Søren Kragh Andersen | Michael Olsson     |
| 2016 | Alexander Kristoff   | Michael Schär        | Nick van der Lijke |
| 2017 | Edvald Boasson Hagen | Dries Van Gestel     | Timo Roosen        |
| 2018 | Michael Albasini     | Bjorg Lambrecht      | Pim Ligthart       |